# Potentilla mallota
Potentilla mallota är en rosväxtart som beskrevs av Pierre Edmond Boissier. Potentilla mallota ingår i Fingerörtssläktet som ingår i familjen rosväxter. Inga underarter finns listade i Catalogue of Life.